# Nicolino Selis
Nicolino Selis detto Er Sardo (Siniscola, 6 giugno 1952 – Roma, 3 febbraio 1981) è stato un criminale italiano e uno dei boss dell'organizzazione criminale romana Banda della Magliana.

## Biografia

### Gli inizi
Selis nacque a Siniscola, in Sardegna, ma si trasferì ancora ragazzo a Roma, presso il Lido di Ostia, dove in breve tempo divenne una figura di spicco nel panorama criminale della zona insieme al fratello Fabrizio, vantando diversi contatti con elementi di spicco della malavita organizzata napoletana ed una particolare amicizia con il boss della Nuova Camorra Organizzata Raffaele Cutolo, conosciuto durante una delle sue tante detenzioni. Arrestato la prima volta a vent'anni per «tentato omicidio plurimo, furto e altro» nel 1975 «forma una organizzazione che si dedica per otto mesi, da gennaio all'agosto 1976, al compimento di rapine a mano armata e reati connessi, composta da Lucioli, Selis, Girlando, Urbani, Capogna Renato, Apolloni Franco, Simeoni Raffaele. Tale era l'associazione di base a cui di volta in volta si sono aggiunti altri complici.»
Sempre nel 1975, poco prima di quella serie di rapine messe a segno dalla sua batteria, quando ancora è recluso tra le sbarre del carcere romano di Regina Coeli, Selis aveva confessato ad un altro detenuto comune, chiamato Antonio Mancini, l'intenzione di mettere in pratica lo stesso tipo di operazione che Cutolo stava realizzando a Napoli con la sua NCO. «Mentre ero detenuto insieme a Nicolino Selis nel carcere di Regina Coeli» ricorderà Mancini «si parlava del fatto che a Napoli tal Raffaele Cutolo, che allora non era noto come lo sarebbe diventato in seguito, stava mettendo in piedi un'organizzazione criminale allo scopo di escludere dal territorio infiltrazioni di altre organizzazioni di diversa estrazione territoriale. Con Selis si decise di tentare su Roma la stessa operazione che Cutolo stava tentando su Napoli.»
Un'organizzazione malavitosa ben strutturata, quindi, con lo scopo di escludere dal territorio infiltrazioni di altre bande di diversa provenienza e gestire così in completa autonomia le attività illecite, un "patto" che, coinvolgendo altri due gruppi criminali (i Testaccini e i Maglianesi), in breve tempo diede forma al nucleo storico della Banda della Magliana.

### La Banda della Magliana
Il primo atto a cui Selis partecipò assieme alla neonata banda fu l'omicidio di Franco Nicolini, detto Franchino er Criminale, padrone assoluto di tutte le scommesse clandestine dell'ippodromo Tor di Valle. Le sue attività illegali suscitarono ben presto l'interesse della nascente banda, anche se il motivo primario del suo omicidio fu un torto subito dallo stesso Selis nel corso di un periodo di comune detenzione, nel 1974 quando, durante una rivolta dei detenuti, Nicolini si schierò dalla parte delle guardie carcerarie per ristabilire l'ordine e, agli insulti di Selis, rispose schiaffeggiandolo in pieno volto di fronte agli altri detenuti.
(Interrogatorio di Maurizio Abbatino dell'11 febbraio 1993)
Il 25 luglio 1978, nel parcheggio dell'ippodromo, Nicolini venne avvicinato da un gruppo di sette persone e freddato a morte. L'eliminazione di Nicolini fu un passo da gigante per la Banda che, da quel momento in poi, ebbe via libera per poter gestire una gigantesca fonte di guadagno. Nicolino Selis divenne ben presto uno dei capi riconosciuti della banda, a capo della fazione che si occupava della gestione del territorio e della vendita dello stupefacente nelle zone di Ostia ed Acilia.
All'inizio degli anni ottanta, però, i rapporti in seno al gruppo criminale cominciarono a deteriorarsi e divisi da contrasti sempre più ampi e insanabili, da gelosie e rivendicazioni, le varie anime dell'organizzazione non riuscirono più a trovare una loro compattezza dando invece luogo ad una guerra fredda che col passare del tempo si trasformerà in una vera e propria faida interna. Lo stesso Selis, dal manicomio giudiziario dove si trovava in quel momento detenuto, iniziò a mandare messaggi minacciosi agli altri componenti e a pretendere di imporre una sua personale spartizione delle ingenti somme di denaro, provento delle varie azioni delittuose. La goccia che fece traboccare il vaso, però avvenne in merito alla spartizione di una nuova fornitura di eroina. Come raccontò in seguito il pentito Maurizio Abbatino: 
Abbatino racconterà ancora:

### La morte
Selis fu ucciso il 3 febbraio del 1981, attirato in un agguato con il pretesto di una riappacificazione e per tentare di trovare un accordo d'insieme. Uscito dal manicomio giudiziario per un breve permesso e accompagnato dal cognato Antonio Leccese, Selis giunse all'appuntamento davanti alla vecchia Fiera di Roma sulla via Cristoforo Colombo (nei pressi di Tor Marancia) dove trovò ad attenderlo Marcello Colafigli, Maurizio Abbatino, Edoardo Toscano, Raffaele Pernasetti, Enrico De Pedis e Danilo Abbruciati.
Leccese, che era in libertà vigilata e ad una ora fissa doveva recarsi presso il commissariato di polizia a firmare, non venne trattenuto per non dare nell'occhio e Selis venne condotto alla villa di Libero Mancone ad Acilia, dove venne ucciso da Abbatino e Toscano: venne agguantato con la scusa dell'abbraccio di riappacificazione dando le spalle ad Abbatino che ebbe il tempo di estrarre la pistola nascosta dentro una scatola di cioccolatini e sparare contro Selis due proiettili, seguiti da altri due di Toscano. Il suo corpo venne poi sepolto in una buca vicino all'argine del Tevere e ricoperto con della calce viva per affrettare la decomposizione e a tutt'oggi non è stato ancora ritrovato. Più tardi, quello stesso giorno anche Leccese trovò la morte, ucciso da Abbruciati, De Pedis e Mancini perché unico testimone ad aver visto l'ultima volta il Selis partire con Abbatino e gli altri. Nove mesi più tardi, il 25 novembre, Edoardo Toscano ucciderà con un colpo alla testa Giuseppe Magliolo che voleva vendicare la morte di Selis di cui era un uomo di fiducia.

## Selis nella cultura di massa
La figura di Nicolino Selis ha ispirato il personaggio del Sardo, nel libro Romanzo criminale scritto nel 2002 da Giancarlo De Cataldo e riferito alle vicende realmente avvenute della banda della Magliana. Nell'omonima serie televisiva, diretta da Stefano Sollima il personaggio del Sardo fu interpretato dall'attore Antonio Gerardi.